# Aalsmeer
Aalsmeer je mesto in občina na Nizozemskem.
Najbolj znan je po Borzi cvetja, ki je največja na svetu.
Prvič je bilo pisno omenjeno leta 1133.